# Ferrière-Larçon
Ferrière-Larçon è un comune francese di 291 abitanti situato nel dipartimento dell'Indre e Loira nella regione del Centro-Valle della Loira.

## Società

### Evoluzione demografica
Abitanti censiti